# Saint-Remy-du-Nord
 Saint-Remy-du-Nord là một xã ở tỉnh Nord ở miền bắc nước Pháp. Xã này có diện tích 5,91 km², dân số năm 1999 là 1255 người. Khu vực này có độ cao trung bình 180 mét trên mực nước biển.